# Lobsang Sangay

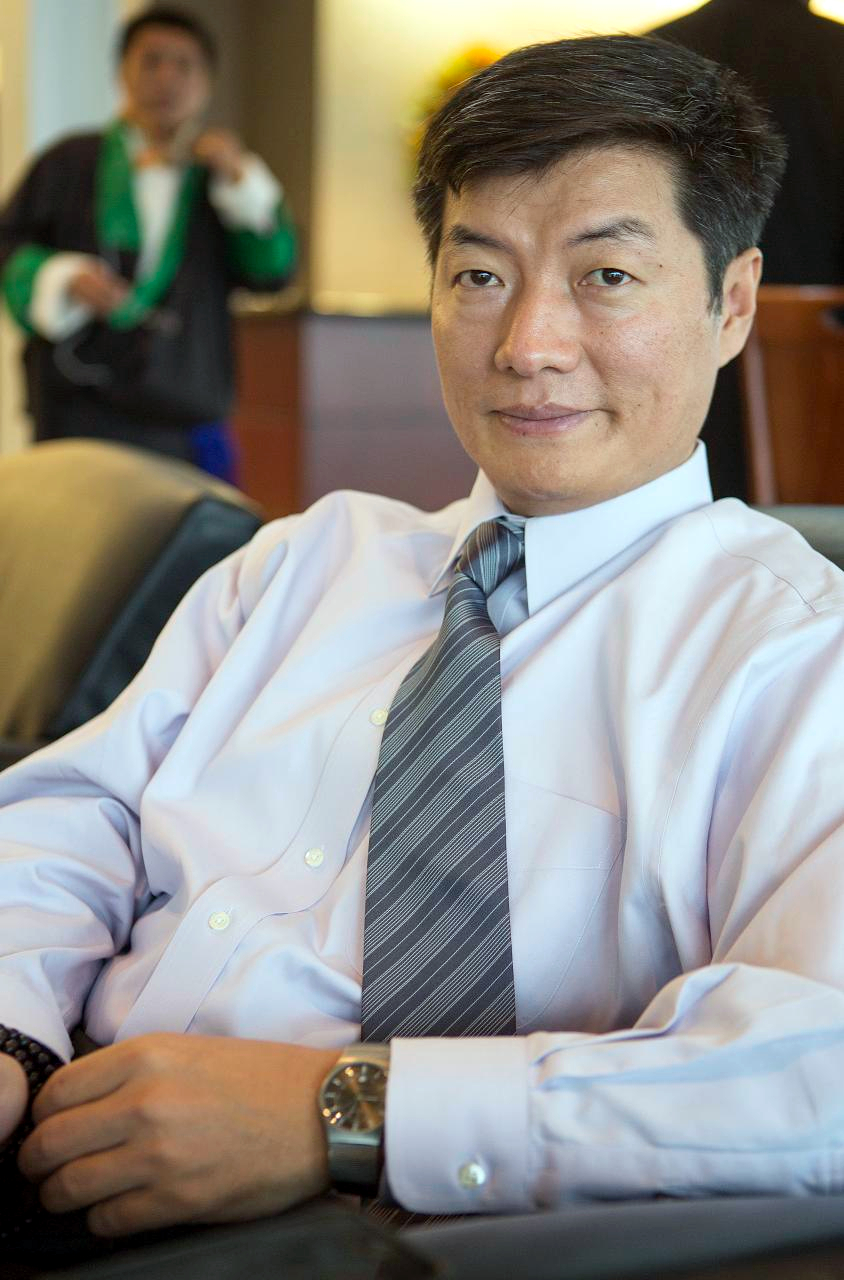
Lobsang Sangay

Lobsang Sangay (n. 5 septembrie 1968, Darjeeling, Bengalul de Vest, India) este un politician tibetan, doctorand al Universității Harvard și profesor de drept, în calitate de șef al guvernului tibetan în exil.
La 27 aprilie 2011 a fost ales lider politic al tibetanilor, în locul lui Dalai Lama, adică prim-ministru al Tibetului.